# 梁敬國
梁敬國（英語：Godfrey Leung，1964年3月15日—），前香港商務及經濟發展局副局長，現為嘉瑞國際行政總裁。

## 簡歷
梁敬國在1976年畢業於聖公會聖雅各小學，1976年至1983年間就讀聖士提反書院，其後在1988年於香港中文大學政治與行政學系學士畢業，後來於香港大學碩士畢業（1990年至1993年），主修城市規劃理學。
梁敬國曾於香港貿易發展局任職15年，曾被派駐到該局在深圳及紐約之辦事處任職主管。及後他於2008年起出任建造業工人註冊管理局行政總裁，直到2013年1月建造業工人註冊管理局併入建造業議會之後，他改任建造業議會工人註冊總監，管轄工人註冊秘書處。2013年9月，他獲委任為商務及經濟發展局副局長。
由於其知名度極低，甚至連立法會主席曾鈺成也不認識他，在2014年5月24日立法會「拉布」會議中，立法會議員梁國雄提問要求政府相關官員作答，而在場議員包括曾鈺成在內，也不認識梁敬國，甚至一度被誤認為環境局官員，最後由曾鈺成請他介紹自己，梁敬國因此「一夜成名」。